# グエン・ズー
阮攸（グエン・ズー、ベトナム語：Nguyễn Du / 阮攸、景興26年11月23日（1765年1月3日） - 明命元年8月10日（1820年9月16日）はグエン朝ベトナム初期の詩人、政治家。清の小説『金雲翹』をチュノムに翻案し、『金雲翹（ベトナム語：Truyện Kiều / 傳翹）』を著した。

## 名前
字は素如（トー・ニュー、ベトナム語：Tố Như / 素如）。雅名として清軒（タイン・ヒエン、ベトナム語：Thanh Hiên / 清軒）を称した。

## 生涯
現在のハティン省ギースアン県ティエンディエン社に、黎朝の大司徒であったグエン・ギエムの七男として生まれる。この頃のレ朝帝室は実権を失い、北部は帝室を牛耳るトンキンチン氏が、南部は半独立状態のクアンナムグエン氏がそれぞれ支配し、更に南部ではタイソン朝が興るなど、世は大いに乱れていた。父ギエムはレ・ヒエン・トンの治世に戸部尚書として仕え、兄のグエン・カンやグエン・デなど兄弟の多くも要職に就き、阮攸自身も19歳で科挙に通り武官となっていた。しかし景興47年（1786年）にタイソン朝のグエン・フエが都のタンロンを攻略するとチン氏当主のチン・カイは敗走し、その3年後にレ朝も滅びた。
阮攸は代々レ朝に使えた一族の末として一時は復興運動に関わるが、それが叶わぬと知ると、ホンリンで自然に親しむ隠遁生活を送るようになった。タイソン朝が滅びてグエン朝が起こるとザーロン帝に召し出され、不本意ながらもフースアンの宮廷に仕えるようになる。ザーロン帝は阮攸を重用し、「皇帝の柱」とまで呼ばれるようになった阮攸は東閣学士に任じられ、嘉隆3年（1804年）には清からの使者を国境で迎える役を務め、嘉隆12年（1813年）には正使として北京に派遣された。この時に『金雲翹』に接し、これを『チュエン・キウ』に翻案した。ザーロン帝が崩御すると、後を継いだミンマン帝により三度目の対清正使に任じられるが、その直後に重い病にかかり、明命元年（1820年）に没した。

## 作品
『金雲翹』の他、漢詩選3篇、短編詩「若い帽子屋の言葉」、チュノムで詩の「降霊」がある。

## 参考書籍
- 小倉貞男『物語ヴェトナムの歴史 一億人国家のダイナミズム』〈中公新書〉。ISBN 4-12-101372-7。
- グエン・ズー 著、レ・スァン・トゥイ、佐藤清二、黒田佳子 訳『トゥイ・キォウの物語』吉備人出版。ISBN 4-86-069-089-3。 ※参考部分は越英訳者のレ・スァン・トゥイによる文章の重訳。